# Triathlon ai Giochi della XXXIII Olimpiade - Gara maschile
Il Triathlon maschile è stata una delle tre gare di Triathlon ai Giochi della XXXIII Olimpiade; la gara si è svolta il 31 luglio 2024 presso il Pont Alexandre III.

## Risultati
Legenda
- #: numero di pettorale dell'atleta nella gara
- Nuoto: tempo richiesto all'atleta per completare la parte di nuoto
- Ciclismo: tempo richiesto all'atleta per completare la parte di ciclismo
- Corsa: tempo richiesto all'atleta per completare la parte di corsa
- Differenza: differenza tra il tempo dell'atleta e quello del vincitore della competizione
- Lapped: denota che l'atleta è stato doppiato e allontanato dal percorso
- * Il tempo totale include entrambi transizioni

| Class   | #  | Nazione       | Triatleta    | Nuoto | Ciclismo | Corsa | Tempo totale* | Differenza |
| ------- | -- | ------------- | ------------ | ----- | -------- | ----- | ------------- | ---------- |
| Oro     | 43 | Gran Bretagna | Alex Yee     |       |          |       | 1:43:33       | 0          |
| Argento | 55 | Nuova Zelanda | Hayden Wilde |       |          |       | 1:43:39       | + 0:06     |
| Bronzo  | 2  | Francia       | Léo Bergère  |       |          |       | 1:43:43       | + 0:10     |